# Río Nyong
El río Nyong es un río del África centrooccidental, un importante río del sur de Camerún que desemboca en el océano Atlántico en el Golfo de Biafra (parte del golfo de Guinea). Administrativamente, el río discurre por las provincias de Este, Centro, Sur y Litoral. Tiene una longitud de 640 km y drena una pequeña cuenca de 28.000 km².

## Geografía
El río Nyong nace a unos 40 km al este de la ciudad de Abong Mbang, en la región del Este, en la gran selva pluvial ecuatorial. El río discurre en dirección oeste y entra en la región del Centro, que atravesará por su parte meridional, corriendo paralelo al curso inferior del río Sanaga, siguiendo como él la dirección este-oeste. Cruza la ciudad de Mbalmayo y finalmente desemboca en Petit Batanga, una pequeña situada 65 km al sursudoeste de Edéa, en el golfo de Biafra, uno de los dos golfos del golfo de Guinea. El tramo final del río forma la frontera natural entre la región del Sur y la región del Litoral.
Los rápidos cortan su curso en Mbalmayo y en Dehan. En él se pueden pescar unos peces llamados nkangas.

## Hidrometría

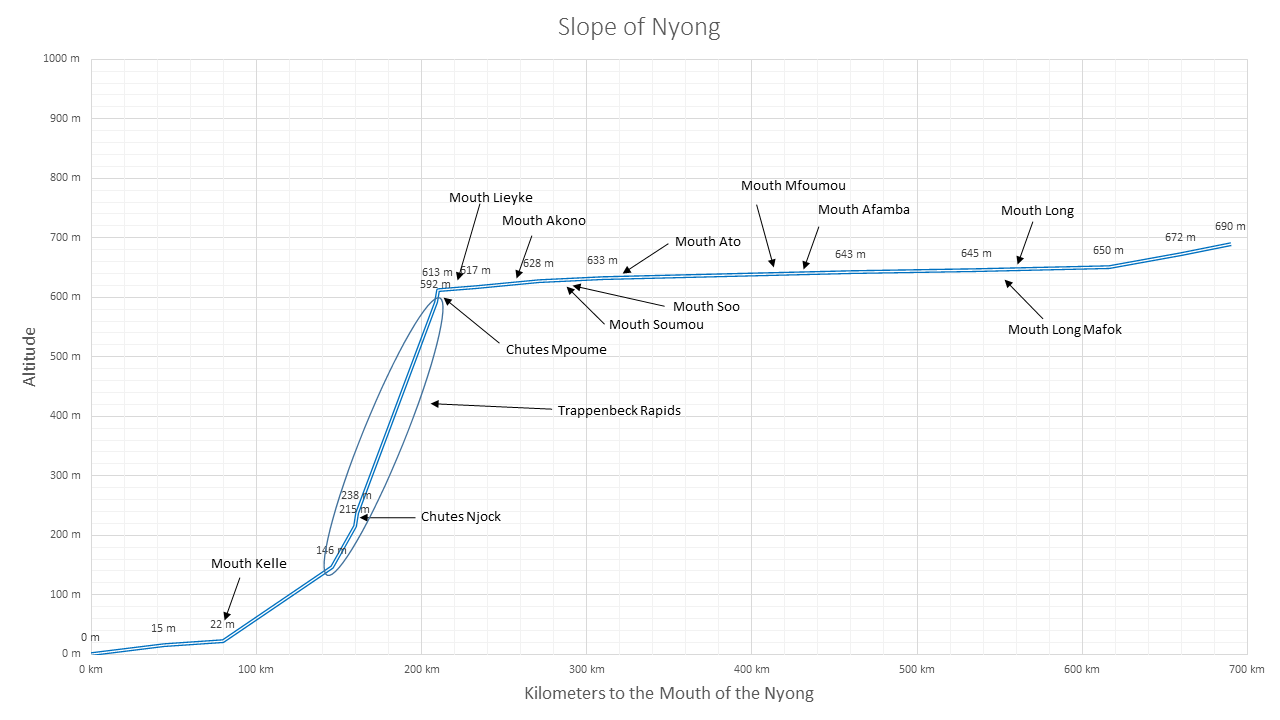
Pendiente del río Nyong; Fuente de datos * J. C. Olivry, Ríos y arroyos de Camerún, colección “Monografías hidrológicas”, n.º 9, ORSTOM, París, 1986

El caudal del río se ha observado durante 26 años (1951-77) en Dehan, una ciudad situada a unos 54 km de su desembocadura en el océano.
En Dehan, el caudal medio anual observado durante este período fue de 446 m³/s, con un área de captación de 26 400 km², es decir, casi la totalidad de la cuenca del río.
La lámina de agua de escorrentía en la cuenca es de 533 milímetros por año, que puede considerarse alta. Como la mayoría de los ríos de la pluviselva, el Nyong es un río caudaloso y bien alimentado. Hay dos períodos de crecidas: el primero, a finales de la primavera (mayo-junio), y el segundo, con mucho el más grande, en el otoño (septiembre a noviembre). También tiene dos períodos de bajo nivel de agua, a fines de invierno es el más pronunciado (febrero-marzo).
El caudal promedio mensual observado en febrero (el estiaje mínimo) fue de 145 m³/s, más de seis veces inferior a la media del mes de octubre (926 m³/s), lo que muestra una gran amplitud de la variación estacional claramente mayor que el del Ogooué de Gabón, o el Kouilou congoleño, por ejemplo. En el período de observación de 26 años, el caudal mínimo mensual fue de 40 m³/s, mientras que el caudal máximo mensual fue 1226 m³/s.
Caudal medio mensual del río Nyong medido en la estación hidrométrica de Dehan (m³/s)
(Datos calculados en un período de 26 años, 1951-77)

## Navegabilidad
La navegación es posible, de abril a noviembre, para pequeños barcos un tramo de unos 250 kilómetros, entre Abong Mbang y Mbalmayo.